# Hypsipteryx
Hypsipteryx  (лат.) — род хищных клопов, единственный в составе семейства Hypsipterygidae. 

## Распространение
Палеотропика: встречаются в Афротропике и Юго-Восточной Азии. 

## Описание
Длина тела 2—3 мм. Внешне напоминают кружевниц из семейства Tingidae. Лабиум 4-члениковый: 1,2 и 4-1 сегменты толстые и короткие, а 3-й сегмент очень длинный. Голова направлена вперёд. Ноги тонкие, лапки 2-члениковые у самок и самцов.

## Систематика
В современной мировой фауне насчитывается 4 вида.
- Hypsipteryx ecpaglus Drake, 1961 — Таиланд[2]
- Hypsipteryx machadoi Drake, 1961 — Ангола[2]
- Hypsipteryx ugandaensis Štys, 1970 — Уганда[3]
- Hypsipteryx vasarhelyii Rédei, 2007 — Вьетнам[4]

## Палеонтология
В ископаемом состоянии известен один вид Hypsipteryx hoffeinsorum из Балтийского янтаря (38,0—33,9  млн лет)